# Volkskammer

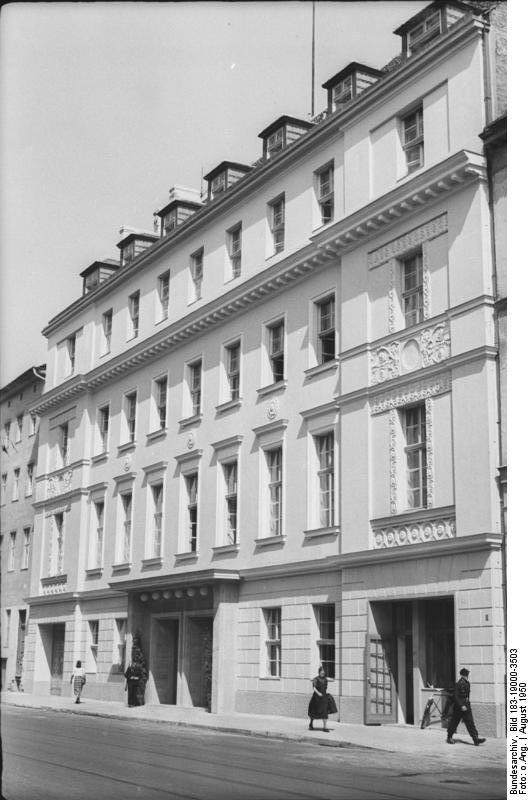
B. siedziba Izby przy Luisenstraße 58/59 (1950-1976)

Volkskammer (z niem. Izba Ludowa) – izba niższa (1949–1958), a następnie jednoizbowy parlament Niemieckiej Republiki Demokratycznej (NRD) (1958–1990). Do pierwszych wolnych wyborów parlamentarnych 18 marca 1990 nie posiadał demokratycznej legitymacji i pełnił fasadową rolę wobec rządzącej Socjalistycznej Partii Jedności Niemiec.

## Historia i kompetencje
Tymczasowa Izba Ludowa (Provisorische Volkskammer) została utworzona 7 października 1949 w Berlinie Wschodnim z przekształcenia II Niemieckiej Rady Ludowej (2. Deutsche Volksrat). Ukonstytuowanie się Prowizorycznej Izby Ludowej oraz powierzenie przez nią Ottonowi Grotewohlowi misji utworzenia rządu zakończyło proces powstania NRD.
Pierwsze wybory do Izby Ludowej odbyły się 15 października 1950 i podobnie jak wszystkie późniejsze wybory parlamentarne w NRD zostały zdominowane przez listę Frontu Narodowego (Nationale Front). Kształt uchwał i przebieg głosowań zależały od politycznej woli Socjalistycznej Partii Jedności Niemiec (SED). Do 1958 obok Izby Ludowej (Volkskammer) istniała Izba Krajów Związkowych (Länderkammer der DDR) przygotowująca projekty ustaw i posiadająca prawo weta wobec uchwał Izby Ludowej.
Volkskammer wybrała w 1949 Wilhelma Piecka na prezydenta NRD (ponowny wybór w 1953, a w 1957 przedłużenie kadencji). Po jego śmierci w 1960 funkcję głowy państwa pełniła Rada Państwa, której członkowie również byli wybierani przez Izbę Ludową. Ponadto Izba Ludowa powoływała Radę Ministrów oraz szefa Rady Obrony Narodowej.

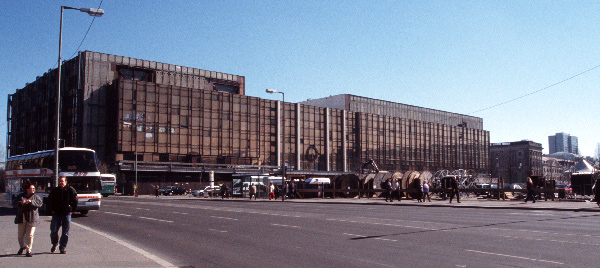
Budynek obrad Izby Ludowej w 2003

Szerokim formalnie uprawnieniom Izby Ludowej odpowiadała w rzeczywistości funkcja „maszynki do głosowania” (Ja-Sage-Maschine). Volkskammer była fasadowym elementem demokracji ludowej maskującym dyktatorskie rządy partii komunistycznej (SED).

## Skład
| Partia / Ugrupowanie                    | Skrót nazwy oryginalnej | Mandaty | Zobrazowanie graficzne ilości mandatów |
| --------------------------------------- | ----------------------- | ------- | -------------------------------------- |
| Socjalistyczna Partia Jedności Niemiec  | SED                     | 127     | 127/450                                |
| Wolne Niemieckie Związki Zawodowe       | FDGB                    | 68      | 68/450                                 |
| Unia Chrześcijańsko-Demokratyczna       | CDU                     | 52      | 52/450                                 |
| Liberalno-Demokratyczna Partia Niemiec  | LDPD                    | 52      | 52/450                                 |
| Niemiecka Demokratyczna Partia Chłopska | DBD                     | 52      | 52/450                                 |
| Narodowo-Demokratyczna Partia Niemiec   | NDPD                    | 52      | 52/450                                 |
| Wolna Młodzież Niemiecka                | FDJ                     | 40      | 40/450                                 |
| Niemiecka Demokratyczna Liga Kobiet     | DFD                     | 35      | 35/450                                 |
| Niemiecki Związek Kulturalny            | KB                      | 22      | 22/450                                 |

Po wyborach w 1990 roku skład Izby Ludowej był następujący:
| Partia / Ugrupowanie                                               | Skrót nazwy oryginalnej | Mandaty | Zobrazowanie graficzne ilości mandatów |
| ------------------------------------------------------------------ | ----------------------- | ------- | -------------------------------------- |
| Sojusz dla Niemiec                                                 | BD(CDU, DA. DSU)        | 192     | 192/450                                |
| Socjaldemokratyczna Partia Niemiec                                 | SPD                     | 88      | 88/450                                 |
| Partia Lewicowa                                                    | PDS                     | 66      | 66/450                                 |
| Stowarzyszenie Wolnych Demokratów                                  | DFP, FDP, LDP           | 21      | 21/450                                 |
| Sojusz 90                                                          | B90                     | 12      | 12/450                                 |
| Wschodnioniemiecka Partia Zielonych i Niezależne Zrzeszenie Kobiet | Grüne, UFV              | 8       | 8/450                                  |
| Narodowo-Demokratyczna Partia Niemiec                              | NDPD                    | 2       | 2/450                                  |
| Niemiecka Demokratyczna Liga Kobiet                                | DFD                     | 1       | 1/450                                  |
| Zjednoczona Lewica                                                 | VL                      | 1       | 1/450                                  |

## Prezydenci
Prezydenci Izby Ludowej (Präsidenten der Volkskammer):
- 1949–1969 Johannes Dieckmann (LDPD)
- 1969–1976 Gerald Götting (CDU)
- 1976–1989 Horst Sindermann (SED)
- 1989–1990 Günther Maleuda(inne języki) (DBD)
- 1990–1990 Sabine Bergmann-Pohl (CDU)

## Zakończenie działalności
W wolnych wyborach 18 marca 1990 zwyciężyła chadecka koalicja Sojusz dla Niemiec (Allianz für Deutschland, AD), uzyskując 192 mandaty. 88 mandatów zdobyła SPD, a postkomunistyczna Partia Demokratycznego Socjalizmu (PDS) 66.
Na pierwszym posiedzeniu 5 kwietnia podjęto uchwałę o wyborze prezydenta Izby Ludowej. Tegoż dnia wybrano Sabine Bergmann-Pohl (CDU) na Prezydenta Izby Ludowej NRD. Tym samym przeszła ona do historii jako ostatnia osoba, która pełniła formalnie funkcję głowy państwa NRD.
12 kwietnia 1990 parlament powierzył Lotharowi de Maizière (CDU) funkcję premiera pierwszego i zarazem ostatniego demokratycznie wyłonionego rządu NRD.
23 sierpnia 1990 Volkskammer podjęła uchwałę o zjednoczeniu z RFN i wraz z wejściem w życie jego postanowień przestała funkcjonować 3 października 1990.
2 grudnia 1990 odbyły się pierwsze ogólnoniemieckie wybory do Bundestagu.

## Siedziba
Przez szereg lat Izba mieściła się w Langenbeck-Virchow-Haus z 1915 (proj. Hermann Dernburg) przy Luisenstraße 58/59 (1950-1976). W 1976 na jej potrzeby oddano wybudowany na miejscu zburzonego w 1950 zamku berlińskiego Pałac Republiki. Pełnił swoje funkcje do 1990, zaś w latach 2006–2008 został rozebrany. W 2013 w tym miejscu rozpoczęto rekonstrukcję zamku.